# Catàleg Hipparcos
Els Catàlegs Hipparcos i Tycho (Tycho-1) són els principals productes de la missió astromètrica de l'Agència Espacial Europea, HIPPARCOS. El satèl·lit, que va funcionar durant quatre anys, va produir dades científiques d'alta qualitat des de novembre de 1989 a març de 1993.
Aquest catàleg d'estrelles ha significat obtenir la paral·laxi de 118.218 estrelles properes amb una precisió d'un mil·lisegon d'arc, les coordenades celestes s'hi han expressat segons el referencial ICRS amb una precisió astromètrica entre els 1 i 3 mil·lèsimes de segon d'arc, mentre el catàleg Tycho presenta una llista de poc més d'1.050.000 estrelles. El catàleg Hipparcos presenta una llista completa fins a la magnitud 7,3.

## Descripció
El catàleg d'estrelles conté dades astromètriques i fotomètriques d'alta precisió per un gran nombre d'estrelles:
- coordenades equatorials,
- moviment propi,
- paral·laxi,
- magnitud en les bandes espectrals B, V i I.

Els annexes comprenen també una llista de
- 24.588 estrelles múltiples i donen els paràmetres orbitals per un petit nombre d'aquestes estrelles,
- 8.254 estrelles variables,
- dades astromètriques i fotomètriques del Sol.